# Mónica Naranjo: 4.0 Tour
Mónica Naranjo: 4.0 Tour fue la octava gira de conciertos de la cantante española Mónica Naranjo. Naranjo desarrolló el proyecto de la gira como motivo de celebración de su 40 cumpleaños y sus 20 años de carrera como método de promoción de su álbum, donde reedita sus mayores éxitos en un sonido electro-rock, MN 4.0. La empresa encargada de la promoción de la gira es Forever Project. 
Durante la realización de la gira, asistieron invitados como Edurne en el Teatro Circo Price, Madrid. Chris Daniel y Dj Suri en Jardines de Viveros, Valencia y Ruth Lorenzo en el Cuartel de Artillería, Murcia. También intervino unos minutos Ángel Llacer, y el DJ Brian Cross para amenizar la hora antes del concierto en Barcelona.

## Repertorio de la gira
1. Intro : "El camino De La Inocencia"
2. "Europa"
3. "Todo mentira"
4. "Usted"
5. "Entender el amor"
6. Interludio : "El Laberinto Del Silencio"
7. "Desátame"
8. "Kambalaya"
9. "Empiezo a recordarte"
10. "Rezando en soledad"
11. "Amor y lujo"
12. Interludio : "El Búnker Del Conocimiento"
13. "Sobreviviré"
14. "Make You Rock"
15. "Pantera en libertad"
16. Interludio : "El Horizonte De La Osadía y de La Libertad"
17. "Sólo se vive una vez"

| Notas |
| --- |
| - "Empiezo a recordarte" fue interpretada A cappella en algunos conciertos. - Durante el concierto de Madrid, Naranjo interpretó "Pantera en libertad" con Edurne, "Desátame" fue interpretada junto a Leo Jiménez y "Sobreviviré" con Ruth Lorenzo. - Durante el concierto de Murcia, Naranjo interpretó "Pantera en libertad" con Ruth Lorenzo. - A petición de su público, Naranjo interpretó "Perra enamorada" en el concierto de Albacete y "Ahora, Ahora" en el concierto de Málaga. |

## Galería

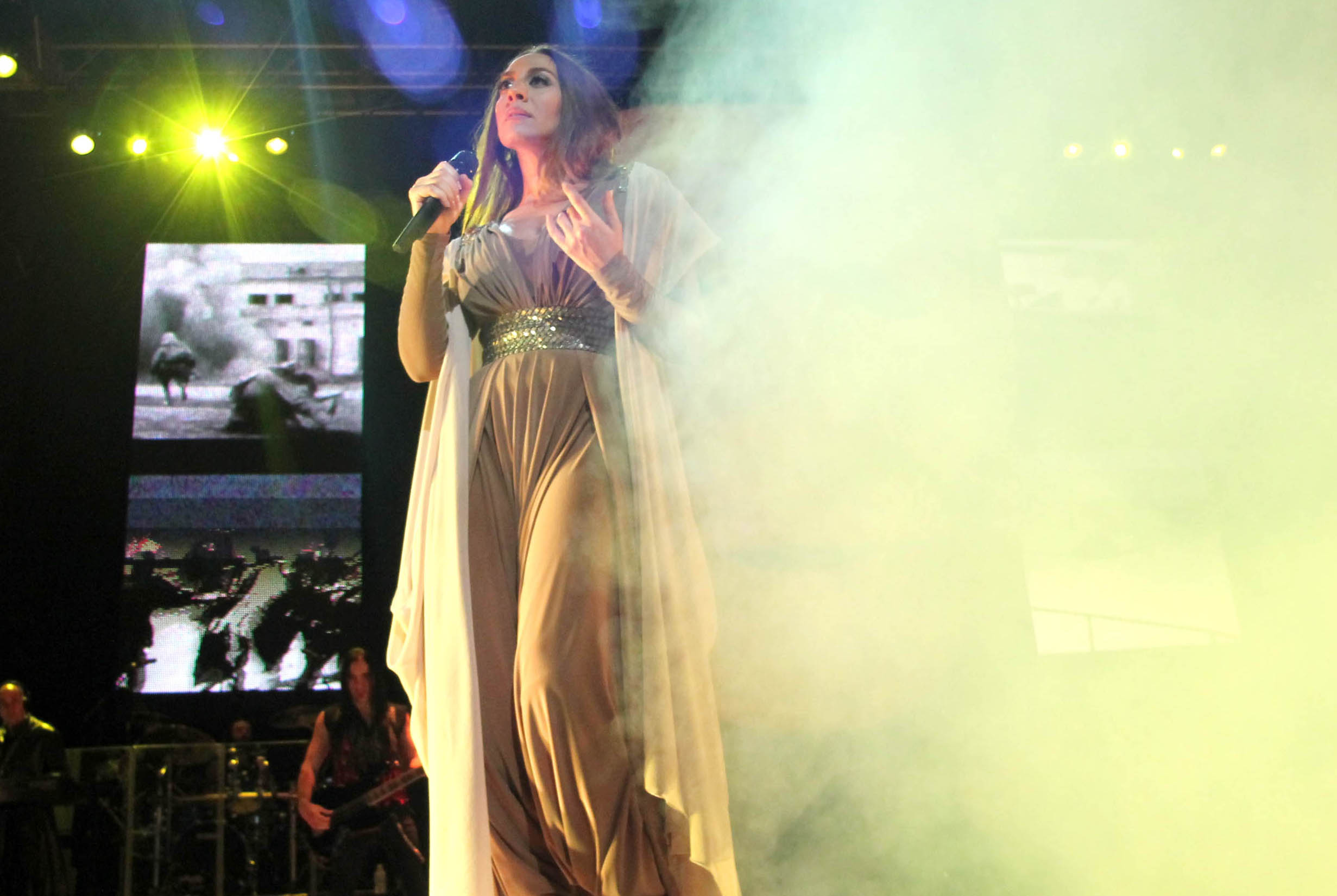
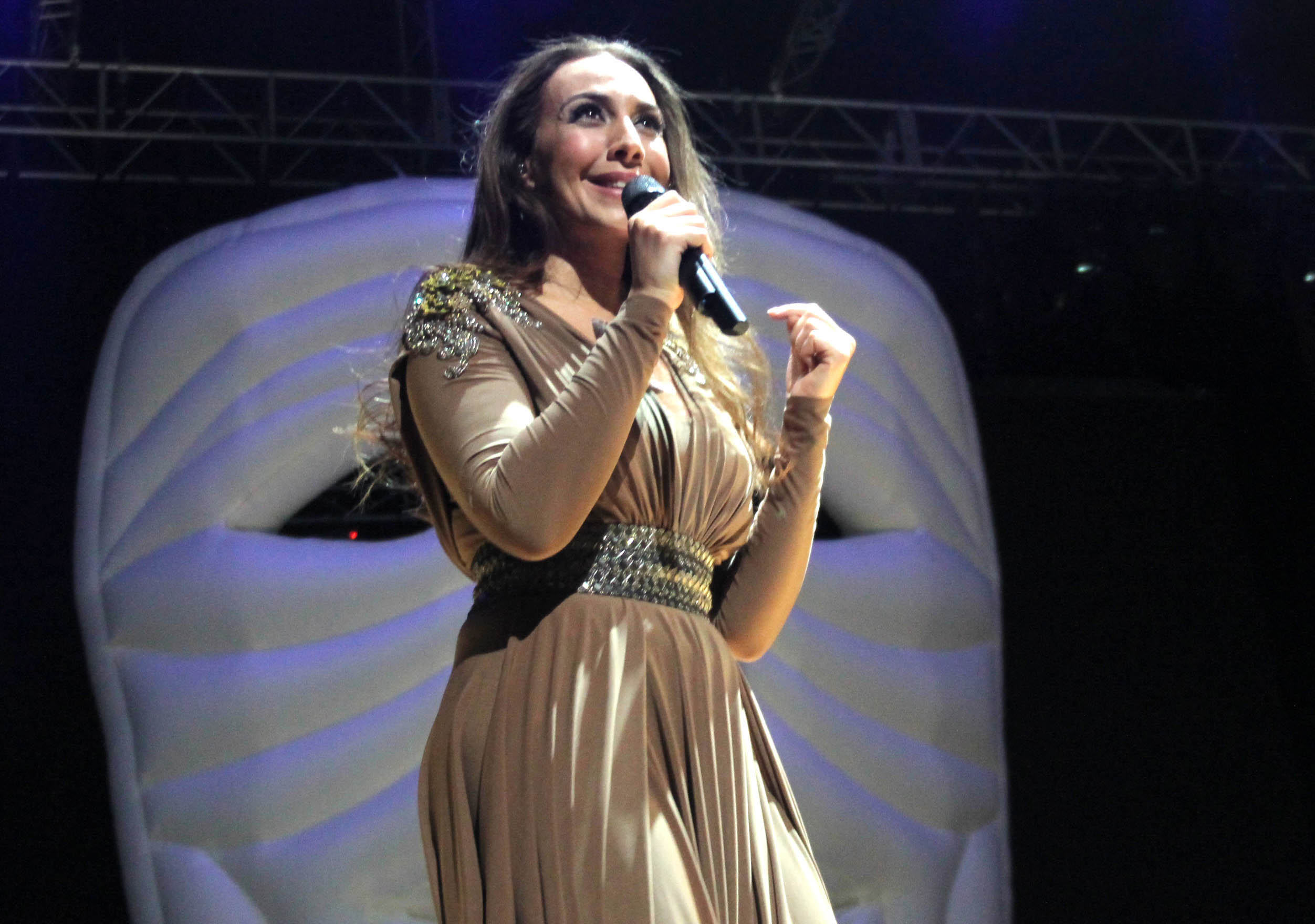
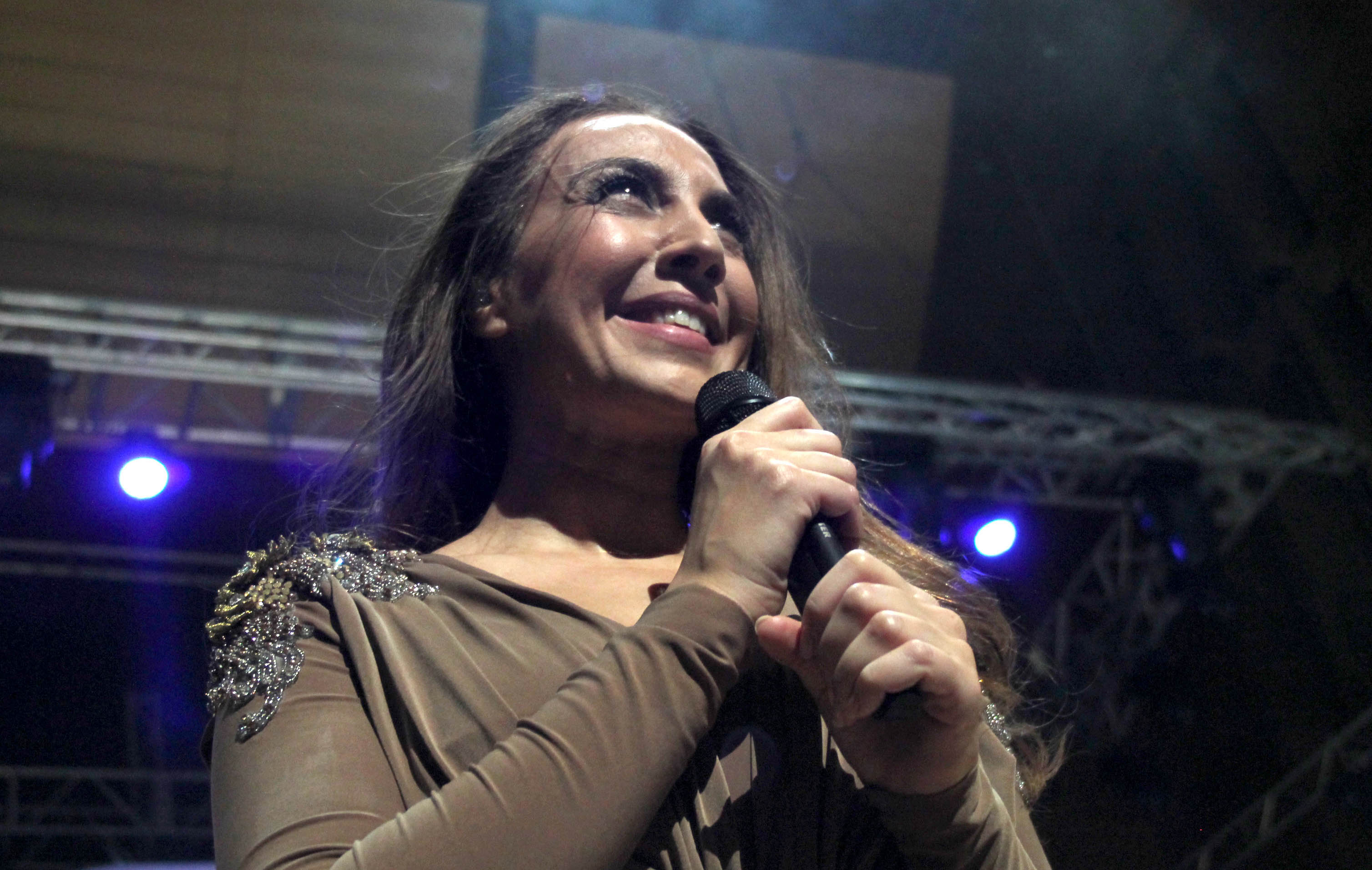
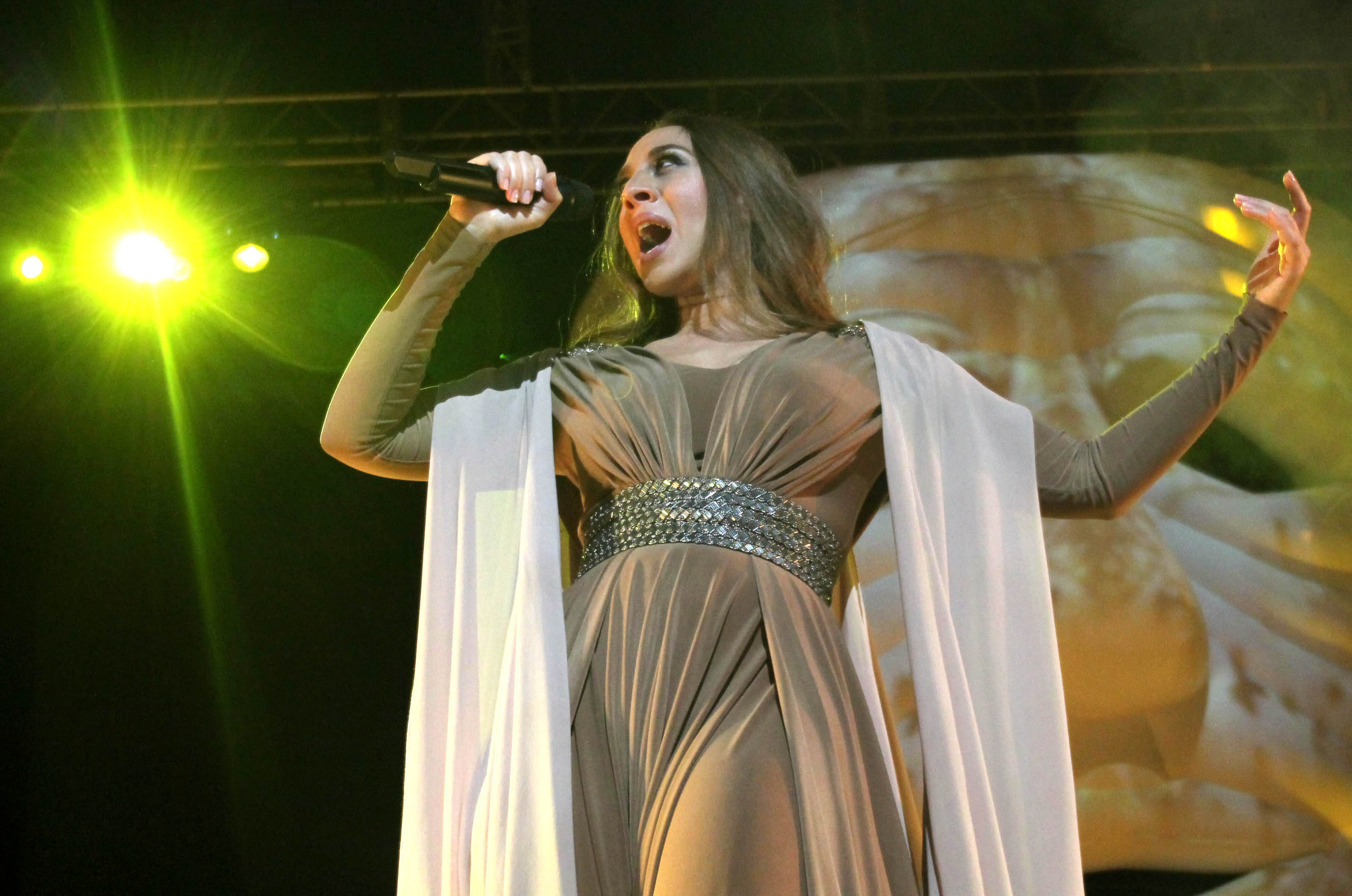
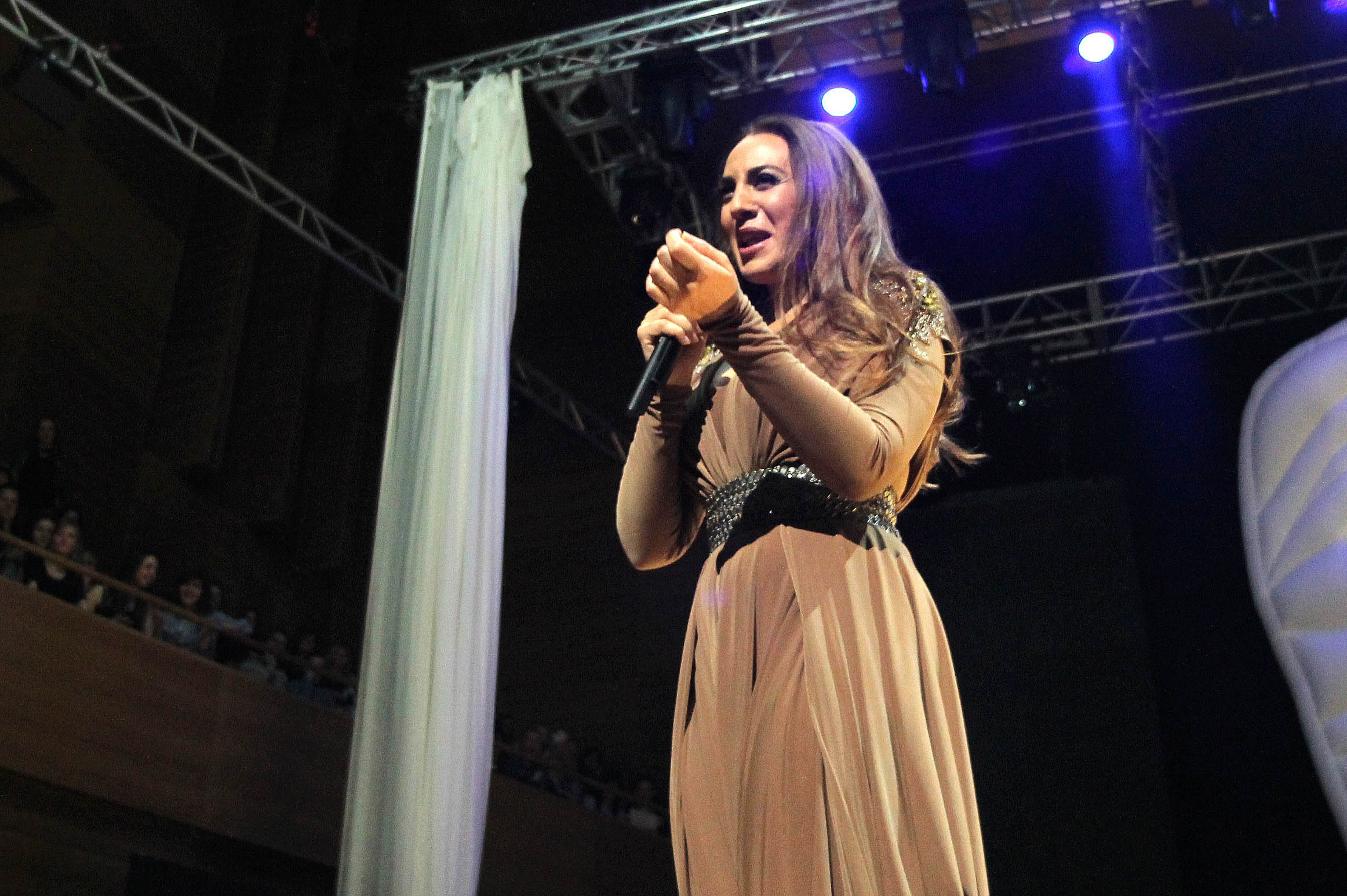
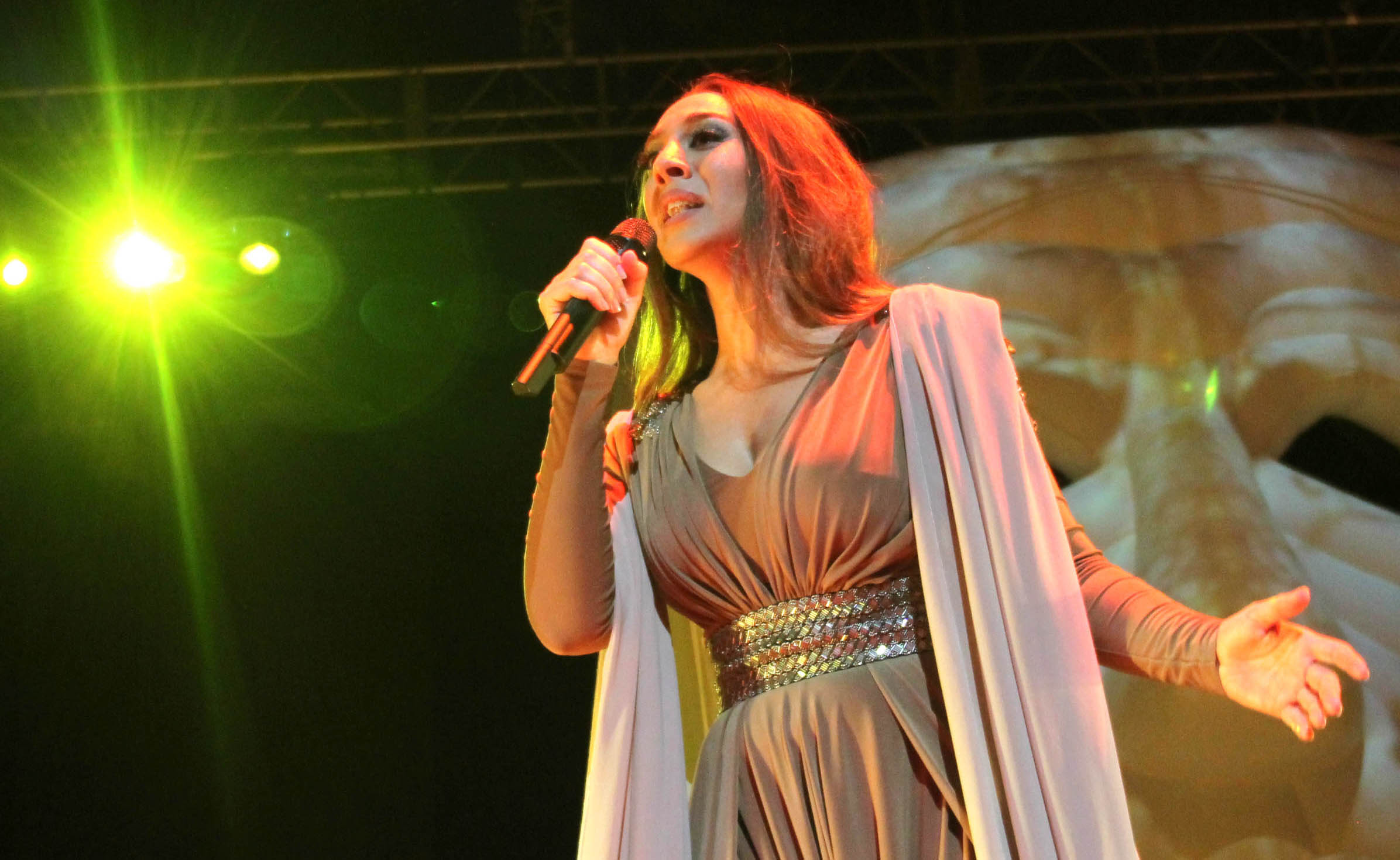

## Fechas de la gira
| Europa                   |        |                 |                                     |
| 7 de junio de 2014       | España | Roquetas de Mar | Auditorio                           |
| 14 de junio de 2014      | España | Burgos          | Fórum Evolución                     |
| 20 de junio de 2014      | España | Madrid          | Teatro Circo Price                  |
| 21 de junio de 2014      | España | Madrid          | Teatro Circo Price                  |
| 26 de junio de 2014      | España | Barcelona       | Pueblo Español                      |
| 28 de junio de 2014      | España | Sevilla         | Auditorio FIBES                     |
| 17 de julio de 2014      | España | Valencia        | Jardines del Real                   |
| 19 de julio de 2014      | España | Elche           | Auditorio IFA                       |
| 23 de agosto de 2014     | España | Ferrol          | Plaza de España                     |
| 29 de agosto de 2014     | España | Mérida          | Teatro Romano                       |
| 6 de septiembre de 2014  | España | Murcia          | Cuartel de Artillería               |
| 13 de septiembre de 2014 | España | Albacete        | Feria de Albacete                   |
| 20 de septiembre de 2014 | España | Lorca           | Aparcamiento Hotel Jardines         |
| 26 de septiembre de 2014 | España | Granada         | Palacio de Exposiciones y Congresos |
| 27 de septiembre de 2014 | España | Málaga          | Fycma                               |
| 3 de octubre de 2014     | España | Zaragoza        | Auditorio de Zaragoza               |
| 11 de octubre de 2014    | España | Maspalomas      | Estadio de Maspalomas               |
| 16 de octubre de 2014    | España | Bilbao          | Palacio Euskalduna                  |
| 1 de noviembre de 2014   | España | Sevilla         | Auditorio FIBES                     |
| 14 de noviembre de 2014  | España | Madrid          | Barclaycard Center                  |
| 12 de diciembre de 2014  | España | Barcelona       | Sant Jordi Club                     |
| 2 de enero de 2015       | España | Logroño         | La Ribera                           |
| 28 de febrero de 2015    | España | Valladolid      | Auditorio Miguel Delibes            |
| 6 de junio de 2015       | España | Manacor         | Plaza Ramon Llull                   |

### Asistencia
| Lugar              | Ciudad | Entradas vendidas |
| ------------------ | ------ | ----------------- |
| Teatro Circo Price | Madrid | 4 000             |

## Conciertos cancelados
| Fecha                    | Ciudad, País         | Lugar                       | Motivo                                                                          |
| ------------------------ | -------------------- | --------------------------- | ------------------------------------------------------------------------------- |
| 2 de agosto de 2014      | Roquetas de Mar,     | Plaza de Toros              | Cancelados por una faringitis que le obligaría a guardar reposo vocal absoluto. |
| 9 de agosto de 2014      | Onda,                | Recinto multiusos de Onda   | Cancelados por una faringitis que le obligaría a guardar reposo vocal absoluto. |
| 22 de agosto de 2014     | Villanueva y Geltrú, | La Daurada Beach Club       | Cancelados por una faringitis que le obligaría a guardar reposo vocal absoluto. |
| 20 de septiembre de 2014 | Lorca,               | Aparcamiento Hotel Jardines | Cancelados por una faringitis que le obligaría a guardar reposo vocal absoluto. |